# Comezzano-Cizzago
Comezzano-Cizzago là một đô thị thuộc tỉnh Brescia trong vùng Lombardia ở Ý. Đô thị này có diện tích 15 km², dân số 2705 người. Đô thị này giáp với các đô thị sau: Castelcovati, Castrezzato, Chiari, Corzano, Orzivecchi, Pompiano, Roccafranca, Trenzano.